# Emilie Trampusch
Emilie Sophia Anna Trampusch, geborene Tramposch (* 29. Juli 1814 in Saar, Mähren, Kaisertum Österreich; † nach 1865, Ort nicht bekannt) war in Wien die Lebensgefährtin des verheirateten Johann Strauss (Vater), Komponist des Radetzky-Marsches und Vater des Walzerkönigs Johann Strauss (Sohn). Sie hatte mit ihm acht uneheliche, zwischen 1835 und 1846 geborene Kinder (Liste siehe hier) und war von Beruf Modistin.
Strauss Vater starb 1849 in Emilie Trampuschs Wohnung in der Kumpfgasse (heute 1. Bezirk) an Scharlach. In der ersten Ausgabe von Lehmann’s allgemeinem Wohnungsanzeiger für Wien, 1859, war Trampusch als Private an der Adresse Grünangergasse 841 (heute Nr. 8) in der Inneren Stadt, dem 1. Bezirk, verzeichnet. (Diese Wohnadresse und die Wohnung in der Kumpfgasse befanden sich im Kärnthnerviertel der Altstadt.)
Emilie Trampusch und ihre (und Strauss’ Vaters) Tochter Emilie waren Schauspielerinnen in Wien (1855), St. Pölten (1861) und Krems. Am 17. Oktober 1865 beantragte Emilie Trampusch den Ermittlungen Lorenz’ (siehe Literatur) zufolge einen Reisepass. Wo sie sich nach 1865 aufhielt und wann sie starb, ist nicht nachweisbar.